# Campyloneurus manni
Campyloneurus manni är en stekelart som beskrevs av Josef Fahringer 1928. Campyloneurus manni ingår i släktet Campyloneurus och familjen bracksteklar. Inga underarter finns listade.